# Союз ТМА-9
Союз ТМА-9 е пилотиран космически кораб от модификацията „Союз ТМА“, полет 13S към МКС, 119-и полет по програма „Союз“. Чрез него е доставена в орбита четиринадесета основна експедиция и е 32-ри пилотиран полет към „МКС“.

## Екипаж

### При старта

#### Основен
Четиринадесета основна експедиция на МКС
- Михаил Тюрин (2) – командир
- Майкъл Лопес-Алегрия (4) – бординженер-1
- () Ануше Ансари*  (1) – космически турист

#### Дублиращ
- Юрий Маленченко – командир
- Пеги Уитсън – бординженер-1
- Дайсуке Еномото*  – космически турист

- Еномото е член на основния екипаж, но три седмици преди старта е отстранен по медицински причини и е заменен от дубльорката си.

### При кацането
- Михаил Тюрин (2) – командир
- Майкъл Лопес-Алегрия (4) – бординженер-1
- Чарлс Симони – космически турист

## Най-важното от мисията
Екипажът на Четиринадесета основна експедиция пристига успешно на борда на МКС на 20 септември. В екипажа влиза и четвъртият космически турист Ануше Ансари, която е от ирански произход. След около 10-дневен полет на МКС, тя се завръща на Земята на борда на Союз ТМА-8, заедно с П. Виноградов и Д. Уилямс от „Експедиция – 13“. Третият член на (Т. Райтер) остава на борда до средата на декември, когато на свой ред е заменен.
На 10 октомври корабът „Союз ТМА-9“ е прехвърлен от модула „Звезда“ на скачващия възел на модула „Заря“. Така
се освобождава място за пристигането на товарния космически кораб „Прогрес М-58“.
По време на полета екипажът на „Експедиция-14“ провежда различни научни изследвания в областта на медицината, физиката, прави наблюдения на Земята, прави пет излизания в открития космос и посреща и разтоварва два товарни космически кораба „Прогрес М-58 и М-59“.

### Космически разходки
| № | Участници                           | Начало                     | Край                       | Продължителност    |
| - | ----------------------------------- | -------------------------- | -------------------------- | ------------------ |
| 1 | Михаил Тюрин Майкъл Лопес-Алегрия   | 23 ноември 2006 00:17 UTC  | 23 ноември 2006 05:55 UTC  | 5 часа и 38 минути |
| 2 | Майкъл Лопес-Алегрия Санита Уилиамс | 31 януари 2007 15:14 UTC   | 31 януари 2007 23:09 UTC   | 7 часа и 55 минути |
| 3 | Майкъл Лопес-Алегрия Санита Уилиамс | 4 февруари 2007 13:38 UTC  | 4 февруари 2007 20:49 UTC  | 7 часа и 11 минути |
| 4 | Майкъл Лопес-Алегрия Санита Уилиамс | 8 февруари 2007 13:26 UTC  | 8 февруари 2007 20:06 UTC  | 6 часа и 40 минути |
| 5 | Майкъл Лопес-Алегрия Михаил Тюрин   | 22 февруари 2007 10:27 UTC | 22 февруари 2007 16:45 UTC | 6 часа и 18 минути |

На 10 декември 2006 г. стартира и два дни по-късно се скачва със станцията совалката „Дискавъри“, мисия STS-116. С нея пристига на борда на МКС третият член на „Експедиция-14“ - астронавтката Санита Уилиамс. Остава скачена около 8 денонощия за МКС.
На 7 април е изстрелян, а на 9 април се скачва с МКС космическия кораб Союз ТМА-10. След около десетдневен съвместен полет, екипажът на „Експедиция-14“ се завръща успешно на Земята на 21 април на борда на „Союз ТМА-9“, заедно с петия космически турист – Чарлс Симони.
Корабът „Союз ТМА-9“ се приземява след полет от над 215 денонощия. Това е рекорд за продължителност на полет до кораб от типа „Союз“. Гаранционният срок за полет на кораба е 210 денонощия. М. Лопес-Алегрия поставя рекорд за продължителност на полета на американски астронавт
След завръщането на Тюрин и Лопес-Алегрия със „Союз ТМА-9“, третият член на дълговременния екипаж С. Уилиамс остава в космоса и преминава в състава на „Експедиция-15“. Завръща се с мисия STS-117 на совалката „Атлантис“ през юни.
- Стартът на „Союз ТМА-9“
- „Союз ТМА-9“ и „Прогрес М-59“ (на заден план), снимани от борда на „Дискавъри“, мисия STS-116 на фона на земния хоризонт